# Pietro Antonio Gallo
Pietro Antonio Gallo (mezi roky 1695 a 1700? – 15. srpna 1777 Neapol) byl italský hudební skladatel a pedagog.

## Život
O skladatelově mládí je málo známo, i rok narození je nejistý. V dubnu roku 1742 se stal nástupcem Gaetana Veneziana ve funkci druhého maestra na neapolské konservatoři Conservatorio di Santa Maria di Loreto. Po smrti Francesca Durante 30. září 1755 se podílel na vedení konservatoře s Gennarem Mannou a po 17. dubnu 1760 s Nicolò Porporou. Když v roce 1761 Porpora i Manna z konservatoře odešli získal konečně trvale místo prvního maestra. V této funkci pak působil až do své smrti v roce 1777.
Během 35 let na konservatoři vychoval řadu žáků, z nichž vynikli zejména Domenico Cimarosa, Pasquale Anfossi, Niccolò Antonio Zingarelli, Giuseppe Giordani, Fedele Fenaroli a Antonio Sacchini.
Jako skladatel komponoval téměř výhradně chrámovou hudbu.

## Dílo
- Pašije podle sv. Jana pro tři hlasy
- Pastorální mše pro 4 hlasy
- Mše pro 4 hlasy
- Mše pro 8 hlasů
- Mše pro 5 hlasů
- Smuteční mše pro 4 hlasy
- Dies Irae (5 hlasů)
- Magnificat (5 hlasů)
- Lecons des Morts
- Deus Tuorum Militum
- Beatus Vir
- Dixit Dominus
- Kantáty